# Ouganda aux Jeux olympiques d'été de 2020
L'Ouganda participe aux Jeux olympiques d'été de 2020 à Tokyo. Il s'agit de leur 16e participation aux Jeux d'été.

## Médaillés
| Sport      | Discipline              | Athlète(s)       | Performance     | Date   |
| ---------- | ----------------------- | ---------------- | --------------- | ------ |
| Athlétisme | 3 000 m steeple féminin | Peruth Chemutai  | 9 min 1 s 45 NR | 4 août |
| Athlétisme | 5 000 m masculin        | Joshua Cheptegei | 12 min 58 s 15  | 6 août |

| Sport      | Discipline        | Athlète(s)       | Performance    | Date       |
| ---------- | ----------------- | ---------------- | -------------- | ---------- |
| Athlétisme | 10 000 m masculin | Joshua Cheptegei | 27 min 43 s 22 | 30 juillet |

| Sport      | Discipline        | Athlète(s)    | Performance    | Date       |
| ---------- | ----------------- | ------------- | -------------- | ---------- |
| Athlétisme | 10 000 m masculin | Jacob Kiplimo | 27 min 43 s 88 | 30 juillet |

| Sport      |   |   |   | Total |
| ---------- | - | - | - | ----- |
| Athlétisme | 2 | 1 | 1 | 4     |
| Total      | 2 | 1 | 1 | 4     |

| Jour       |   |   |   | Total |
| ---------- | - | - | - | ----- |
| 30 juillet | 0 | 1 | 1 | 2     |
| 4 août     | 1 | 0 | 0 | 1     |
| 6 août     | 1 | 0 | 0 | 1     |
| Total      | 2 | 1 | 1 | 4     |

| Sexe   |   |   |   | Total |
| ------ | - | - | - | ----- |
| Femmes | 1 | 0 | 0 | 1     |
| Hommes | 1 | 1 | 1 | 3     |
| Total  | 2 | 1 | 1 | 4     |

## Athlètes engagés
| Sport      | Hommes | Femmes | Total |
| ---------- | ------ | ------ | ----- |
| Athlétisme | 9      | 10     | 19    |
| Aviron     | 0      | 1      | 1     |
| Boxe       | 2      | 1      | 3     |
| Natation   | 1      | 1      | 2     |
| Total      | 12     | 13     | 25    |

## Résultats

### Athlétisme
L'Ouganda est une nation africaine toujours bien placée dans les épreuves de demi-fond et fond.
| Athlète             | Épreuve                  | Séries            | Séries      | Demi-finales     | Demi-finales  | Finale             | Finale                              |
| Athlète             | Épreuve                  | Temps             | Rang        | Temps            | Rang          | Temps              | Rang                                |
| ------------------- | ------------------------ | ----------------- | ----------- | ---------------- | ------------- | ------------------ | ----------------------------------- |
| Ronald Musagala     | 1 500 m masculin         | DNF               | NC          | Non disputé      | Non disputé   | Non qualifié       | Non qualifié                        |
| Albert Chemutai     | 3 000 m steeple masculin | 8 min 29 s 81     | 29e         | Non disputé      | Non disputé   | Non qualifié       | Non qualifié                        |
| Oscar Chelimo       | 5 000 m masculin         | 13 min 39 s 81    | 15e         | Non disputé      | Non disputé   | 13 min 44 s 45     | 16e                                 |
| Joshua Cheptegei    | 5 000 m masculin         | 13 min 30 s 61    | 5e          | Non disputé      | Non disputé   | 12 min 58 s 15     | Médaille d'or, Jeux olympiques      |
| Jacob Kiplimo       | 5 000 m masculin         | 13 min 30 s 40    | 4e          | Non disputé      | Non disputé   | 13 min 2 s 40      | 5e                                  |
| Joshua Cheptegei    | 10 000 m masculin        | Non disputé       | Non disputé | Non disputé      | Non disputé   | 27 min 43 s 63 SB  | Médaille d'argent, Jeux olympiques  |
| Jacob Kiplimo       | 10 000 m masculin        | Non disputé       | Non disputé | Non disputé      | Non disputé   | 27 min 43 s 88     | Médaille de bronze, Jeux olympiques |
| Stephen Kissa       | 10 000 m masculin        | Non disputé       | Non disputé | Non disputé      | Non disputé   | DNF                | NC                                  |
| Filex Chemonges     | Marathon masculin        | Non disputé       | Non disputé | Non disputé      | Non disputé   | 2 h 20 min 53 s    | 51e                                 |
| Stephen Kiprotich   | Marathon masculin        | Non disputé       | Non disputé | Non disputé      | Non disputé   | DNF                | NC                                  |
| Fred Musobo         | Marathon masculin        | Non disputé       | Non disputé | Non disputé      | Non disputé   | 2 h 18 min 39 s    | 44e                                 |
| Leni Shida          | 400 m féminin            | 52 s 48           | 31e         | Non qualifiée    | Non qualifiée | Non qualifiée      | Non qualifiée                       |
| Halimah Nakaayi     | 800 m féminin            | 2 min 0 s 92      | 10e         | 2 min 4 s 44     | 24e           | Non qualifiée      | Non qualifiée                       |
| Winnie Nanyondo     | 800 m féminin            | 2 min 2 s 02      | 26e         | 1 min 59 s 84 SB | 13e           | Non qualifiée      | Non qualifiée                       |
| Winnie Nanyondo     | 1 500 m féminin          | 4 min 2 s 24      | 2e          | 4 min 1 s 64     | 11e           | 3 min 59 s 80 SB   | 7e                                  |
| Peruth Chemutai     | 3 000 m steeple féminin  | 9 min 12 s 72 SB  | 2e          | Non disputé      | Non disputé   | 9 min 1 s 45 NR    | Médaille d'or, Jeux olympiques      |
| Esther Chebet       | 5 000 m féminin          | 15 min 11 s 47    | 25e         | Non disputé      | Non disputé   | Non qualifiée      | Non qualifiée                       |
| Sarah Chelangat     | 5 000 m féminin          | 15 min 59 s 40 SB | 36e         | Non disputé      | Non disputé   | Non qualifiée      | Non qualifiée                       |
| Prisca Chesang      | 5 000 m féminin          | 15 min 25 s 72    | 30e         | Non disputé      | Non disputé   | Non qualifiée      | Non qualifiée                       |
| Mercyline Chelangat | 10 000 m féminin         | Non disputé       | Non disputé | Non disputé      | Non disputé   | 33 min 10 s 90     | 24e                                 |
| Juliet Chekwel      | Marathon féminin         | Non disputé       | Non disputé | Non disputé      | Non disputé   | 2 h 53 min 40 s SB | 69e                                 |
| Immaculate Chemutai | Marathon féminin         | Non disputé       | Non disputé | Non disputé      | Non disputé   | 2 h 32 min 23 s    | 16e                                 |

### Aviron
Kathleen Grace Noble a obtenu un quota non-nominatif pour le comité en skiff en finissant première de la finale B lors de la régate de qualification olympique africaine FISA 2019 à Tunis.
Légende : FA = finale A (médaille) ; FB = finale B (pas de médaille) ; FC = finale C (pas de médaille) ; FD = finale D (pas de médaille) ; FE = finale E (pas de médaille) ; FF = finale F (pas de médaille) ; SA/B = demi-finales A/B ; SC/D = demi-finales C/D ; SE/F = demi-finales E/F ; QF = quarts de finale; R= repêchage
| Athlète              | Épreuve      | Séries        | Séries | Repêchage    | Repêchage | Quart de finale | Quart de finale | Demi-finales  | Demi-finales | Finale      | Finale |
| Athlète              | Épreuve      | Temps         | Rang   | Temps        | Rang      | Temps           | Rang            | Temps         | Rang         | Temps       | Rang   |
| -------------------- | ------------ | ------------- | ------ | ------------ | --------- | --------------- | --------------- | ------------- | ------------ | ----------- | ------ |
| Kathleen Grace Noble | Skiff femmes | 8 min 21 s 85 | 5 R    | 8 min 36 s 1 | 3 SE/F    | NC              | NC              | 8 min 31 s 67 | 2 FE         | 8 min 7 s 0 | 26e    |

### Boxe
L'Ouganda compte trois boxeurs dans le tournoi olympique. Shadiri Bwogi a assuré une place dans la division des poids welters masculins au tournoi de qualification africain 2020 à Diamniadio, au Sénégal. Kavuma David Ssemujju (poids moyen hommes) et Catherine Nanziri (poids mouche femmes) ont complété la formation nationale de boxe en étant en tête de la liste des boxeurs éligibles d'Asie et d'Océanie dans leurs divisions de poids respectives.
| Athlète               | Catégorie               | 1/32e de finale      | 1/16e de finale     | 1/8e de finale      | Quart de finale     | Demi-finale         | Finale              | Rang     |
| Athlète               | Catégorie               | Adversaire Résultat  | Adversaire Résultat | Adversaire Résultat | Adversaire Résultat | Adversaire Résultat | Adversaire Résultat | Rang     |
| --------------------- | ----------------------- | -------------------- | ------------------- | ------------------- | ------------------- | ------------------- | ------------------- | -------- |
| Shadiri Bwogi         | Welters hommes (-69 kg) | Exempt               | Madiev Défaite 1-3  | Éliminé             | Éliminé             | Éliminé             | Éliminé             | Éliminé  |
| Kavuma David Ssemujju | Moyens hommes (-75 kg)  | Nemouchi Défaite 0-5 | Éliminé             | Éliminé             | Éliminé             | Éliminé             | Éliminé             | Éliminé  |
| María José Palacios   | Plumes femmes (-57 kg)  | Namiki Défaite 0-5   | Éliminée            | Éliminée            | Éliminée            | Éliminée            | Éliminée            | Éliminée |

### Natation
Le comité bénéficie de place attribuée au nom de l'universalité des Jeux.
| Athlète         | Épreuve                  | Séries  | Séries | Demi-finales | Demi-finales | Finale  | Finale  |
| Athlète         | Épreuve                  | Temps   | Rang   | Temps        | Rang         | Temps   | Rang    |
| --------------- | ------------------------ | ------- | ------ | ------------ | ------------ | ------- | ------- |
| Kirabo Namutebi | 50m nage libre féminin   | 26 s 63 | 47e    | Éliminé      | Éliminé      | Éliminé | Éliminé |
| Atuhaire Ambala | 100m nage libre masculin | 54 s 23 | 63e    | Éliminé      | Éliminé      | Éliminé | Éliminé |